# Raïon de Tengouchevo
Le raïon de Tengouchevo (en russe : Теньгу́шевский райо́н, en erzya : Теньгушбуе, Teńgušbuje, en moksha : Теньгжелень аймак, Teńgželeń ajmak) est un raïon de la république de Mordovie, en Russie.

## Géographie
D'une superficie de 845,94 km2, le raïon de Tengouchevo est situé au nord-ouest de la république de Mordovie .
Le raïon de Tengouchevo borde l'oblast de Riazan et l'oblast de Nijni Novgorod.
La plus grande rivière de Mordovie, la Mokcha, traverse le raïon sur 58 km.
Une superficie importante du raïon est occupée par des lacs.
Le type de végétation prédominant sur le territoire du raïon de Tengouchevo est la forêt mixte, occupant environ 42,1% de la superficie totale du raïon, la végétation arbustive occupe environ 5% de sa superficie.
Les entreprises du raïon sont principalement agricoles (production de céréales, de viande, de lait) et de transformation des produits de l'agriculture et de la sylviculture.

## Démographie
La population du raïon de Tengouchevo a évolué comme suit:
| 1970   | 1979   | 1989   | 2002   | 2009   |
| ------ | ------ | ------ | ------ | ------ |
| 22 281 | 17 914 | 15 678 | 14 286 | 12 714 |

| 2011   | 2015   | 2020  | - | - |
| ------ | ------ | ----- | - | - |
| 12 287 | 11 050 | 9 748 | - | - |

## Galerie

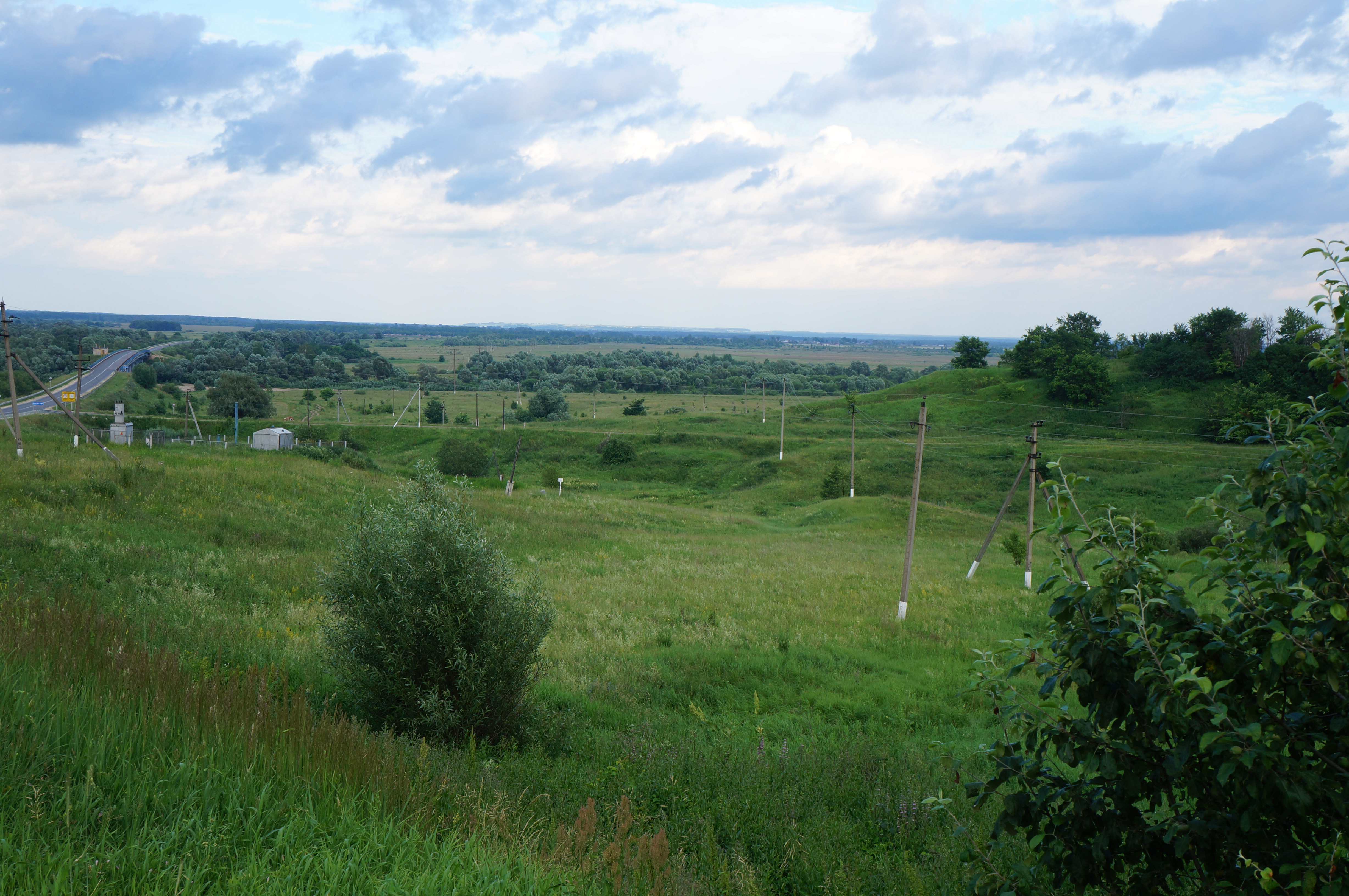
Près du village de Bayevo.